# 뉴스 BIG 5
《뉴스 BIG 5》는 평일 오후 3시 30분에 텔레비전으로 방송되었던 MBN의 주중 뉴스 프로그램이다.

## 앵커
- 1대 : 김형오, 정아영 (2014년 12월 1일 ~ 일자 미상)
- 2대 : 한성원 (일자 미상 ~ 2019년 9월 20일)

## 방송 시간
- 2014년 12월 1일 ~ 2016년 일자 미상 : 오후 3시 10분 ~ 4시 40분
- 2016년 일자 미상 ~ 2017년 6월 : 오후 3시 ~ 4시 30분
- 2017년 7월 ~ 2019년 9월 20일 : 오후 3시 30분 ~ 4시 50분